# Принцеса на бобах
«Принцеса на бобах» (рос. «Принцесса на бобах») — українсько-російська лірична мелодрама 1997 року режисера Віллена Новака, є свого роду сучасною екранізацією відомих казок «Принцеса на горошині» і «Попелюшка».

## Сюжет
Дмитро — успішний «новий росіянин» бізнесмен, «онук крамаря», у якого все є, включаючи літак, але немає лише престижного прізвища (як здається на перший погляд). Тому він вирішує поміняти своє немилозвучне прізвище Пупков за допомогою фіктивного шлюбу (насправді він давно мріє зустріти справжню любов: безкорисливу жінку, добру, лагідну, ніжну й щиру). Випадково він знайомиться з Ніною зі знаменитого роду Шеремет'євих, насилу працює на декількох роботах: вночі вона посудомийка в ресторані, вранці торгує в переході газетами, а вдень миє сходи в будинках і прибирає. Ніна — оптимальний варіант, бо бідна жінка повинна, по ідеї, погодитися за гроші на все. Однак «купити» її виявилося неможливо. Тоді Дмитро, котрий з часом закохався в Ніну (знайшовши у ній «ту єдину і неповторну»), намагається завоювати її серце по-справжньому…

## У ролях

### У головних ролях
- Олена Сафонова — Ніна Миколаївна Шереметєва
- Сергій Жигунов — Дмитро Іванович Пупков

### У ролях
- Олександра Назарова — мати Ніни
- Володимир Конкін — Костя, колишній чоловік Ніни
- Володимир Єрьомін — Льова, компаньйон Дмитра
- Мамука Кікалейшвілі — Георгій Степанович, директор ресторану
- Ольга Сумська — Лара, колишня дружина Дмитра
- Владислав Галкін — Владик, водій Дмитра
- Уляна Лаптєва — Ірка, дочка Ніни

### В епізодах
- Єлизавета Нікіщіхіна — Лєрочка, «жертва» в переході
- Юрій Рудченко — Болеслав, продавець еротичного товару в переході
- Олег Школьник — Боб, бос з реклами компанії Дмитра
- Руслана Писанка — Люся, посудомийка в ресторані, напарниця Ніни
- Наталія Величко
- Володимир Сальников — епізод
- Олександр Бондаренко — приятель Люди з мегафоном

## Знімальна група
- Автор сценарію: — Марина Мареева
- Режисер-постановник: — Віллен Новак
- Оператор-постановники: — Віктор Крутін
- Художник-постановники: — Валентин Гидулянов
- Композитор: — Шандор Каллош
- Продюсери: Сергій Жигунов, Олександр Малигін

## Нагороди
- Перше місце на конкурсі сценаріїв «Надія» (Ялтинський кіноринок, 1993);
- Диплом за найкращу акторську роботу (Сафонова), диплом за найкращу режисуру, приз офіційного спонсора (плівка Кодак для друку копій) на КФ «Вікно в Європу-97» (Виборг);
- Гран-прі (приз глядацьких симпатій) КФ «Віват кіно Росії!-97» (Санкт-Петербург);
- Гран-прі МКФ фільмів про кохання у Варні-97 (Болгарія);
- Приз за найкращу жіночу роль (Сафонова) на МКФ «Золотий Орел-97» (Батумі);
- Приз за найкращу жіночу роль (Сафонова), за найкращу жіночу роль другого плану (Назарова) на КФ «Сузір'я-97»;
- Приз за найкращий сценарій, приз за найкращу чоловічу роль (Жигунов), приз за найкращу жіночу роль (Сафонова) на Фестивалі російського кіно в Онфлері-97;
- Номінація на премію «Золотий Овен» за 1997 рік в категорії «найкраща актриса» (Сафонова), «найкращий продюсер» (Жигунов);
- Спеціальний приз конкурсу акторської премій російських ділових кіл «Кумир-99» (Сафонова).
- Спеціальний приз НТВ і НТВ-ПЛЮС на МКФ «Кінотавр».

## Технічні дані
- Виробництво: Одеська кіностудія, Студія «Шанс», ТВ Центр
- Фільм знятий за замовленням Міністерства культури і мистецтв України
- Художній фільм, кольоровий
- Формат зображення: 4:3
- Оригінальна мова: російська

## Цікаві факти
- Інтернаціональна назва фільму — «The Princess on a Bean».
- Німецька назва фільму — «Die Prinzessin auf der Bohne».
- Сергій Жигунов і Олександра Назарова знімалися пізніше разом в популярному серіалі «Моя прекрасна няня».
- Олександра Назарова фактично «воскресила» свій образ з фільму через 10 років, в серіалі «Тримай мене міцніше», де грала бабусю головного героя.
- За фільмом Ніна старіше Дмитра на 2 роки. Насправді Сафонова старіше Жигунова на 7 років.
- Киноляп: Коли Жигунов привозить Сафонову до магазину одягу та відкриває дверцята машини, то на піджаку Жигунова чітко видно тінь від мікрофона.